# Consorcio Al Shoula
Consorcio Al Shoula es el consorcio que desarrolló la segunda fase del contrato de construcción de la línea de alta velocidad ferroviaria Haramain. Está compuesto por doce empresas españolas (Renfe, Adif, Talgo, Copasa, OHL, Cobra Instalaciones y Servicios, Siemens España, Indra, Imathia, Ineco, Inabensa y Consultrans), que forman el Consorcio Español de Alta Velocidad Meca Medina (CEAVMM), y por dos empresas saudíes (Al Shoula y Al Rosan).

## Historia
El 1 de octubre de 2006 Arabia Saudita, con financiación pública y a través de la compañía estatal Organización de Ferrocarriles Saudí (SRO),  abrió la licitación del proyecto en un solo paquete, pero en 2008 decidió separar el contrato en tres partes: plataforma (Fase 1.1), estaciones (Fase 1.2), y superestructura y operación (Fase 2). Durante la fase de precalificación para esa licitación se presentaron dos consorcios españoles: Al Shoula MMLR, formado por nueve empresas, y OHL Internacional, por siete.
A esta segunda licitación fueron invitados cinco consorcios precalificados previamente atendiendo a una serie de criterios tecnológicos y de experiencia en operación y mantenimiento de líneas de alta velocidad. Los consorcios precalificados e invitados a presentar oferta fueron: Saudi Binladin Group: consorcio germano-saudí del que formaban parte Siemens y los ferrocarriles estatales alemanes Deutsche Bahn (DB), Badr Consortium: consorcio coreano-japonés, China South Locomotive & Rolling Stock Corporation Consortium: consorcio chino, Al Rajhi Alliance: consorcio franco-saudí del que formaban parte los ferrocarriles estatales franceses (SNCF) y Alstom, y el nuevo y recientemente fusionado Al Shoula Group: el consorcio hispano-saudí.
Tras varios aplazamientos en el calendario previsto, el 3 de julio de 2010 se presentaron las ofertas para la Fase 2 por parte de los dos consorcios finalistas: el franco-saudí Al Rajhi Alliance y el hispano-saudí Al Shoula Group.
Según decisión de las autoridades saudíes anunciada el 26 de octubre de 2011, el adjudicatario del proyecto fue el consorcio hispano-saudí Al Shoula Group, por un importe que asciende a 6 736 millones de €uros. Del total, 2 547 millones de €uros son para la construcción de la superestructura (5,62 por km), 1 257 para el material rodante (34,92 cada uno) y 2 932 para la operación y mantenimiento durante 12 años (244,33 al año).
El 28 del mismo mes se constituyó el Consorcio Español Alta Velocidad Meca Medina, S.A. (CEAVMM), que tiene como misión administrar la participación de los miembros españoles del Consorcio en la SPV saudí, que es una Sociedad de Propósito Específico bajo la legislación saudí que está constituida por el CEAVMM y los dos socios saudíes.
La firma del acuerdo para el proyecto Haramain, conocido también como AVE del desierto, tuvo lugar en Riad, el 14 de enero de 2012 y contó con la presencia de la Ministra de Fomento, Ana Pastor Julián, que felicitó a las empresas que forman el consorcio ganador
El Consorcio Al Shoula está formado por doce empresas españolas y dos saudíes. Las empresas públicas controlan el 49,87% del capital del consorcio ganador. De estas, el mayor paquete lo controla Renfe Operadora, con un 26,9% de las acciones; ADIF, con un 21,5%, e Ineco, con un 1,47%. El 50,13% del capital corresponde a empresas privadas, como Talgo (17,5%); la constructora OHL (6,21%); Invensys Rail Dimetronic (5,18%); Indra (4,63%); Copasa (6,76%); Cobra (5,30%); Imathia (2,21%); Inabensa (1,40%); y Consultrans (0,94%). El conjunto de las empresas españolas tiene el 88% de la sociedad adjudicataria (Al Shoula) y los socios saudíes, el 12% restante (Al Shoula Group, 7%, y la constructora local Al-Rosan Contracting, 5%).
La participación de las empresas españolas en la sociedad saudí se realiza a través de una sociedad vehículo española, garantizando así una visión única del grupo y facilitando la interlocución con los socios saudíes y SRO (Organización de Ferrocarriles Saudíes). Estas empresas construirán y operarán, durante 12 años, la línea de alta velocidad en el Reino de Arabia Saudí, proyecto conocido en España como el AVE de los peregrinos.
SM Rey de España recibió en la Zarzuela, el 7 de febrero de 2012, a los representantes de las empresas que forman el consorcio español.

## Composición del consorcio Hispano-Saudí
El proyecto ferroviario de alta velocidad del Consorcio Al Shoula comprende las siguientes actividades: los estudios de planificación, demanda y previsión, la viabilidad económico-financiera del proyecto, el diseño, la construcción de la plataforma, el tendido de vía, la electrificación, la señalización, las telecomunicaciones, el material rodante, y el mantenimiento. Entre sus funciones, el consorcio español realizará la instalación de algunos sistemas relacionados con la operación ferroviaria (máquinas de venta de billetes o información al viajero) y preparará la normativa, manuales, procedimientos y documentación técnica relacionada con la posterior gestión de las estaciones.
Las características de la oferta presentada son las siguientes:
- Proyecto e ingeniería: Las empresas Consultrans e Ineco son las responsables de estas actividades.
- Tendido de vía y construcción de talleres y bases de mantenimiento: El tendido de los 453 kilómetros de vía doble corre a cargo de las empresas constructoras Imathia, Copasa y OHL Internacional.
- Electrificación y Catenaria: Las empresas Cobra, Inabensa y OHL Internacional (a través de Guinovart) son responsables de la instalación de los sistemas de electrificación incluyendo subestaciones, líneas de alta tensión, transformadores y catenaria.
- Señalización: La propuesta de señalización corre a cargo de Invensys Rail Dimetronic.
- Centro de control: El control de la circulación se ejecuta mediante el sistema Da Vinci, desarrollado por Adif e Indra. Los sistemas auxiliares de seguridad (televigilancia, detectores) y centros de control están proporcionados por Indra.
- Telecomunicaciones: Los sistemas de telecomunicaciones están proporcionados por Indra.
- Diseño y fabricación del material rodante: Estas actividades, así como su mantenimiento, corren a cargo de la empresa Talgo.
- Gestión de la operación y compromiso de calidad del servicio: Renfe Operadora proporciona estos servicios, también será operadora de los trenes y áreas relacionadas, como la gestión de los dos talleres, así como de la información y venta de los títulos de transporte. Los sistemas de billetaje están proporcionados por Indra.
- Mantenimiento e integración de sistemas: Adif es responsable de la gestión y seguimiento del diseño, proyecto, construcción y puesta en servicio de la línea. Asimismo es responsable de la operación y el mantenimiento de las infraestructuras y las estaciones.

Todas estas empresas forman parte de la Fase 2 CAPEX, que comprende la construcción de la superestructura, puesta en servicio de la línea y suministro del material rodante.
ADIF, Indra y Renfe (operación), Talgo (trenes), Invensys (señalización), Imathia y Copasa (vía) y Cobra y/o Inabensa (catenaria), también se encargarán de la Fase 2 OPEX, formada por la operación del ferrocarril, y mantenimiento de la línea y del material rodante durante 12 años, ampliables a 17. La operación incluye toda la gestión de la línea: comercialización, seguridad, gestión de las estaciones, etc.

## Cambios en el equipo directivo
En noviembre de 2014 el consejero delegado del consorcio desde diciembre de 2012, Rafael Valero, fue sustituido por Santiago Ruiz, procedente de FCC y con una buena relación con el presidente de SRO y nuevo ministro de transportes saudí, Abdullah bin Abdulrahman Al Muqbel, al haber trabajado juntos en el metro de Riad cuando este era alcalde de la ciudad.
El relevo se produjo al tiempo que Pablo Vázquez pasaba de la presidencia de Ineco a la de Renfe Operadora, siendo reemplazado por Jesús Silva, exembajador de España en Panamá. Pablo Vázquez fue nombrado presidente de Ineco y del consorcio por el nuevo gobierno en abril de 2012 sustituyendo a Manuel Benegas, que pasó a ser director del proyecto en Ineco. Pese a que se especuló con el nombramiento de un nuevo presidente del consorcio, Pablo Vázquez continúa al frente del mismo.
También fue relevado como director técnico del proyecto Andrés Novillo, que ha sido sustituido por Armando Fombella, ambos de Renfe, que está ayudado por Alberto González, nuevo director de operaciones.